# Бјоне
Бјоне (итал. Bione) је насеље у Италији у округу Бреша, региону Ломбардија.
Према процени из 2011. у насељу је живело 1386 становника. Насеље се налази на надморској висини од 609 м.

## Становништво
| 1931. | 1936. | 1951. | 1961. | 1971. | 1981. | 1991. | 2001. | 2011. |
| ----- | ----- | ----- | ----- | ----- | ----- | ----- | ----- | ----- |
| 1.296 | 1.258 | 1.151 | 1.137 | 1.146 | 1.245 | 1.299 | 1.386 | 1.471 |